# Bes (muziek)

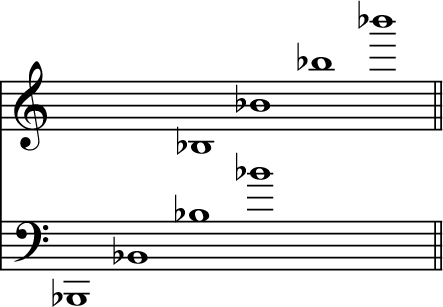
Notatie van de Bes

De Bes is een met een halve toon verlaagde B. In de gelijkzwevende stemming van de chromatische toonladder is zij dezelfde toon als de Aïs (A♯): een met een halve toon verhoogde A.
De Bes wordt ook geschreven als B♭.
De Duitse muziektheorie hanteert voor de B de benaming H en voor de Bes de benaming B. In het Engels spreekt men van b-flat. Het Frans spreekt van si-bémol.

## Octavering
| Musicologische notatie | Helmholtznotatie | Octaafnaam           | Frequentie (Hz) |
| ---------------------- | ---------------- | -------------------- | --------------- |
| B♭-1                   | B♭,,,            | Subsubcontra-octaaf  | 14.568          |
| B♭0                    | B♭,,             | Subcontra-octaaf     | 29.135          |
| B♭1                    | B♭,              | Contra-octaaf        | 58.27           |
| B♭2                    | B♭               | Groot octaaf         | 116.541         |
| B♭3                    | b♭               | Klein octaaf         | 233.082         |
| B♭4                    | b♭′              | Eéngestreept octaaf  | 466.164         |
| B♭5                    | b♭′′             | Tweegestreept octaaf | 932.328         |
| B♭6                    | b♭′′′            | Driegestreept octaaf | 1864.655        |
| B♭7                    | b♭′′′′           | Viergestreept octaaf | 3729.31         |
| B♭8                    | b♭′′′′′          | Vijfgestreept octaaf | 7458.62         |
| B♭9                    | b♭′′′′′′         | Zesgestreept octaaf  | 14917.24        |